# Whiskey Springs
Whiskey Springs – obszar niemunicypalny w hrabstwie Mendocino, w Kalifornii (Stany Zjednoczone), na wysokości 183 m.